# Веселорощинський сільський округ
Веселоро́щинський сільський округ (каз. Веселая Роща ауылдық округі, рос. Весёлорощинский сельский округ) — адміністративна одиниця у складі Железинського району Павлодарської області Казахстану. Адміністративний центр — село Весела Роща.
Населення — 900 осіб (2021; 1198 у 2009, 1624 у 1999, 2090 у 1989).
Станом на 1989 рік існувала Веселорощинська сільська рада (села Весела Роща, Дюсеке, Жанабірлік, Слов'яновка, селища Кожанбай, Осінній).

## Склад
До складу округу входять такі населені пункти:
| Населений пункт            | Старі назви | Населення, осіб (1989) | Населення, осіб (1999) | Населення, осіб (2009) | Населення, осіб (2021) |
| -------------------------- | ----------- | ---------------------- | ---------------------- | ---------------------- | ---------------------- |
| Весела Роща, село          | -           | 1178                   | 988                    | 837                    | 729                    |
| Дюсеке, село               | -           | 327                    | 250                    | 128                    | 46                     |
| Жанабірлік, село           | -           | 255                    | 159                    | 114                    | 33                     |
| Осінній, станційне селище  | -           | 42                     | -                      | -                      | -                      |
| Кожанбай, станційне селище | -           | 8                      | -                      | -                      | -                      |
| Слов'яновка, село          | -           | 280                    | 227                    | 119                    | 92                     |